# Abdul Jalil Shah III di Johor
Abdul Jalil Shah III di Johor (... – Kuala Pahang, 22 novembre 1677) è stato sultano di Pahang dal 1615 al 1617 e poi sultano di Johor dal 1623 al 1677.

## Sultano di Pahang e sultano di Johor-Pahang
Nel 1615, Alauddin Riayat Shah III firmò un trattato di pace con la Malacca portoghese e, come segno di riconoscenza, i portoghesi lo riconobbero sovrano del Pahang, in sostituzione di Alauddin Riayat Shah che era stato deposto poco prima dal sultanato di Aceh. Tuttavia questa nomina non venne riconosciuta dal sultano Iskandar Muda di Aceh, che più tardi invase il Pahang e costrinse Raja Bujang a fuggire nelle isole Lingga. Allo stesso tempo, gli acehesi mossero guerra con il nuovo sultano di Johor, Abdullah Ma'ayat Shah che fu costretto a fuggire pure lui nelle Lingga. Mentre gli attacchi acehesi proseguirono, Raja Bujang e il sultano Abdullah fuggirono ancora una volta nell'arcipelago Tambelan. Quando Abdullah morì nel 1623, gli acehesi si riconciliarono con Raja Bujang che lo nominarono nuovo sultano di Johor e Pahang.

## Invasione di Malacca
La forza del sultanato di Aceh tentarono di conquistare la penisola malese con una campagna rivelatasi disastrosa nel 1629, dato che le forze combinate del Regno del Portogallo e del sultanato di Johor riuscirono a distruggere la flotta e 19 000 uomini dell'esercito nemico, secondo il racconto portoghese. In seguito Johor divenne più forte e si alleò con gli olandesi per attaccare la Malacca portoghese che conquistò il 14 gennaio 1640, alla fine della guerra triangolare. L'anno successivo, Iskandar Thani di Acheh morì e gli successe la regina Taj ul-Alam. Il suo regno segnò l'inizio del declino del sultanato di Aceh come potenza regionale.
Nel 1641 il sultano Abdul Jalil Shah III si trasferì nella terraferma ed elesse sua nuova capitale la città di Makam Tauhid. Trascorse due anni del suo regno in questa città prima di attraversare il fiume Damar e stabilire la sua nuova capitale a Pasir Raja (nota anche come Batu Sawar) nell'ottobre del 1642.
Nel 1666, il Jambi, una provincia vassalla del Johor emerse come potenza economica e politica locale e decise di liberarsi da ogni vincolo. Tra il 1666 e il 1673 scoppiò una guerra civile e le truppe del Jambi riuscirono a saccheggiare la città di Batu Sawar nel 1673. Abdul Jalil Shah III fuggì nel Pahang e ne fece il suo centro amministrativo per quattro anni prima di morire a Kuala Pahang nel 1677.